# Lavoisiera compta
Lavoisiera compta är en tvåhjärtbladig växtart som beskrevs av Dc.. Lavoisiera compta ingår i släktet Lavoisiera och familjen Melastomataceae. Inga underarter finns listade i Catalogue of Life.